# Viện thiết kế hàng hải trung ương Rubin
Cục thiết kế hàng hải trung ương Rubin (tiếng Nga: Центральное конструкторское бюро "Рубин", viết tắt ЦКБ "Рубин") là một trong ba cục thiết kế tàu ngầm chính của Nga. Trụ sở của cục thiết kế đặt tại Saint Petersburg. Hai cục thiết kế còn lại là Cục thiết kế tàu hàng hải Malakhit và Cục thiết kế Lazurit ("Lazurit" là từ tiếng Nga của lazurite). Rubin là trung tâm thiết kế tàu ngầm lớn nhất trong số ba trung tâm, và đã thiết kế hai phần ba tổng số tàu ngầm nguyên tử trong Hải quân Nga. Trong tiếng Nga, "rubin" có nghĩa là hồng ngọc.

## Lịch sử

### Thời kỷ đầu
Ngày 4 Tháng 1 năm 1901, Bộ Hàng hải Nga đã ra quyết định giao nhiệm vụ thiết kế tàu ngầm chiến đấu cho Hải quân Nga cho ba sỹ quan: Trung úy M.N. Beklemishev, Trung úy I.S.Goryunov và kiến trúc sư hải quân, trợ lý cấp cao I.G. Bubnov, nhân viên của nhà máy đóng tàu Baltic, nơi mà sẽ đóng những tàu ngầm đầu tiên. Bản thiết kế đã được nộp cho Bộ Hàng hải vào 3/5/1901; và được phê duyệt vào tháng 7 năm sau, Nhà máy đóng tàu Baltic sau đó được giao đóng tàu phóng lôi số 113 (về sau được đổi tên thành tàu ngầm chiến đấu Dolphin). Bubnov được bổ nhiệm làm Trưởng ban thiết kế tầu ngầm. Ban này sau này được đổi tên thành Cục thiết kế hàng hải trung ương Rubin.

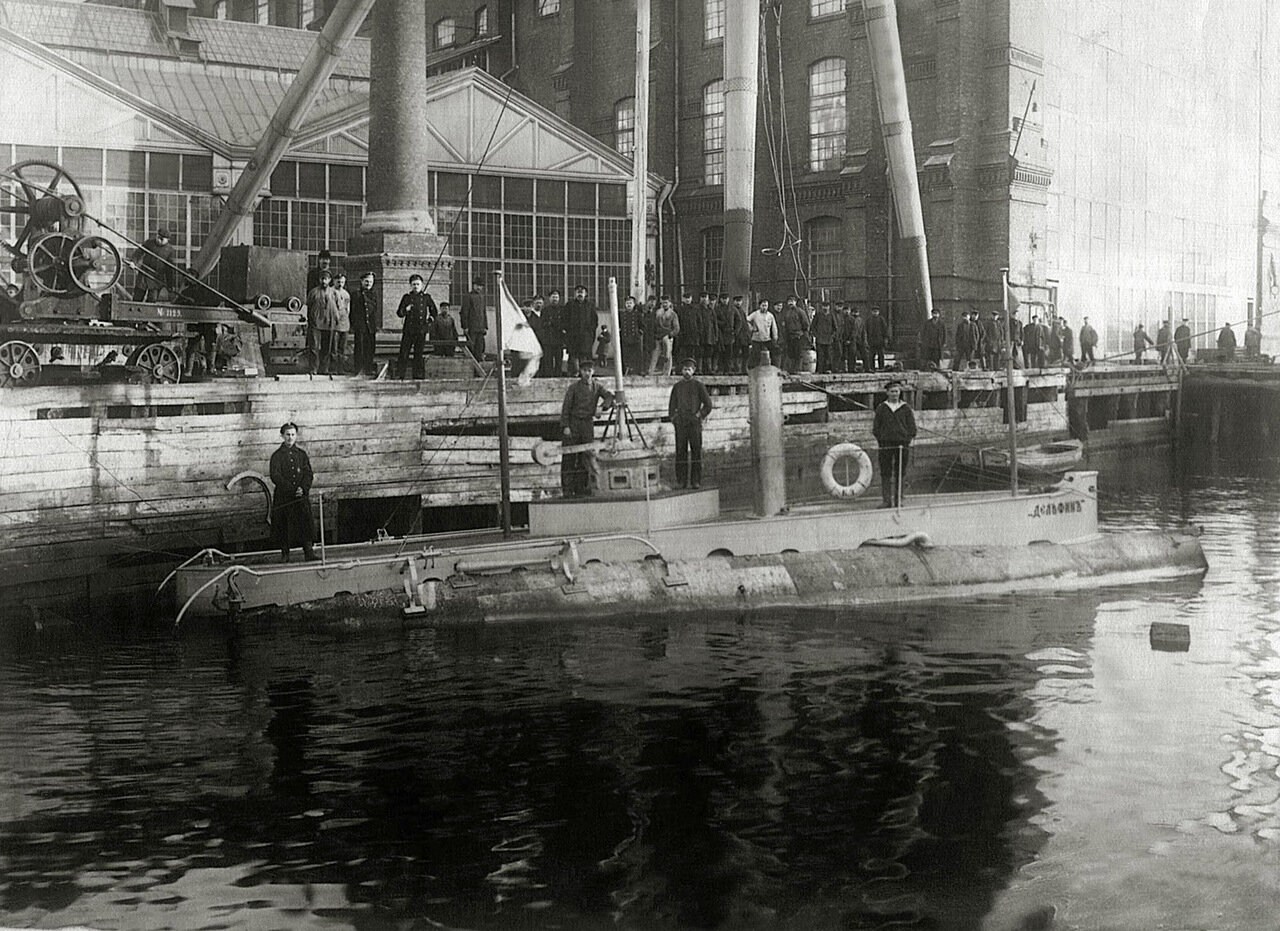
Tàu ngầm lớp Dolphin

Việc đóng tàu ngầm Dolphin hoàn tất vào năm 1903 và việc tiến hành thử nghiệm thành công đã trở thành tiền đề cho các lại tàu ngầm mới hơn, tiên tiến hơn. Vào năm 1918 bảy mươi ba tàu ngầm lớp Kasatka, Minoga, Akula, Morzh, và Vepr đã gia nhập Hải quân Nga, và hơn bốn chiếc tàu ngầm thuộc lớp mang tên thiếu tướng Bubnov mới hơn đang được đóng. Trong số đó, có ba mươi hai chiếc tàu ngầm được chế tạo theo thiết kế của I.G. Bubnov. Ông khi đó là Thiếu tướng Hải quân và là Giáo sư danh dự tại Học viện Hàng hải Nikolayev.

### Trước chiến tranh thế giới II
Năm 1926, Ủy ban Đóng tàu ngầm được đổi tên thành Cục Kỹ thuật số 4, và sáu năm sau được đổi tên thành Cục thiết kế trung ương về đóng tàu đặc biệt (quân sự) Nhà máy đóng tàu số 2, đứng đầu là B.M. Malinin. Malinin là người đã thiết kế lớp tàu ngầm Dekabrist, Leninets, và lớp Shchuka. Một cột mốc quan trọng khác trong sự phát triển của Viện là vào năm 1935, khi S.A. Bazilevskiy đề xuất một hệ thống đẩy không phụ thuộc vào không khí cho phép động cơ hoạt động dựa trên chu trình kín REDO trong cả điều kiện tàu ngầm nổi và chìm. Các thí nghiệm về việc thực hiện chu trình này đã được thực hiện trên tàu ngầm Series XII M-92 (S-92, R-1).
Năm 1937, Cục thiết kế được đặt tên mới là Cục Thiết kế Trung ương số 18 (hay TsKB-18), và nó trở thành một tổ chức kinh tế độc lập trực thuộc Cục trưởng thứ hai của Bộ Công nghiệp Quốc phòng.

### Chiến tranh thế giới II
Đến đầu Thế chiến II, TsKB-18 đã thiết kế 19 kiểu tàu ngầm khác nhau, và 206 tàu ngầm dựa trên những thiết kế đó đã được chế tạo. Trong chiến tranh thế giới 2, đã có thêm 54 tàu ngầm khác được chế tạo tại Viện. Trong Cuộc vây hãm Leningrad, TsKB-18 đã được sơ tán từ Leningrad đến Gorkiy.

### Chiến tranh Lạnh

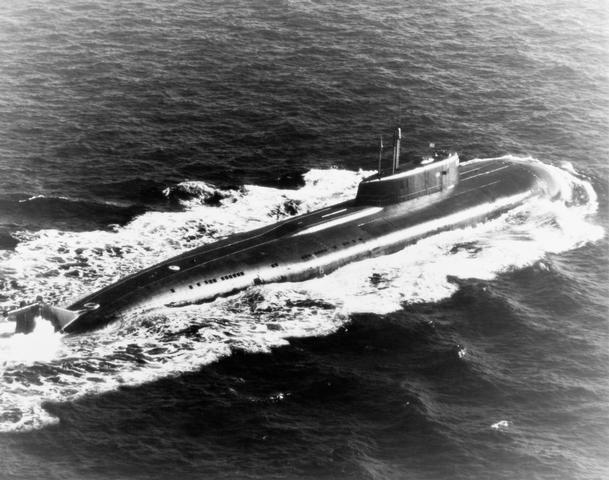
Tàu ngầm nguyên tử mang tên lửa hành trình OMSK (K-186) của Hải quân Nga, là chiếc thứ 5 thuộc lớp tàu ngầm Oscar II

Năm 1947, TsKB-18 đã hoàn thành việc phát triển Thiết kế kỹ thuật số 613 (được gọi là tàu ngầm lớp Whisky theo phân loại của NATO) - một tàu ngầm diesel-điện phóng ngư lôi hạng trung có tính đến thực tế chiến đấu của các tàu ngầm Liên Xô và Đức trong Chiến tranh. Được Hải quân Liên Xô đưa vào trang bị vào năm 1951, đã có 215 chiếc được chế tạo theo Bản thiết kế 613, và đây cũng là lớp tàu ngầm đóng nhiều nhất ở Liên Xô. Khoảng 25 đến 30 chiếc được chế tạo tại Cộng hòa Nhân dân Trung Hoa, và thiết kế đã được giao cho các kỹ thuật viên Trung Quốc.
P.P. Pustyntsev (ru:Пустынцев, Павел Петрович), người đứng đầu Viện thiết kế từ năm 1951 đến năm 1974, đã tạo nên thiết kế tàu ngầm Đề án 641 (lớp Foxtrot). Việc phát triển đã được bắt đầu từ năm 1955. Và đã có 75 chiếc thuộc lớp này được trang bị cho Hải quân Liên Xô vào năm 1963. Cũng trong năm này, tàu ngầm lớp Hotel (được phát triển từ năm 1956 dưới cái tên Đề án 658) được thiết kế lại để có thể phóng từ dưới nước tên lửa đạn đạo D-4. Năm 1965, vì phát triển thành công này, Viện đã được tặng thưởng Huân chương Lenin.
Năm 1963, Viện thiết kế phát triển thiết kế số 667A (tên gọi theo NATO: lớp Yankee), là lớp tàu ngầm tên lửa hạt nhân thế hệ thứ hai của Liên Xô. Gia nhập hạm đội Liên Xô năm 1967, lớp tàu ngầm Đề án 667A cùng các lớp cải tiến tiếp theo đã trở thành họ lớp tàu ngầm tên lửa hạt nhân được Liên Xô đóng nhiều nhất (34 chiếc). Sau này được gọi là "tàu ngầm tuần dương mang tên lửa hạt nhân", các cải tiến cho tàu ngầm lớp Yankee bao gồm việc lắp đặt các tên lửa tầm xa hơn và nhiều đầu đạn. Nhờ thiết kế thành công các tàu ngầm Dự án 667A và 667B (tàu ngầm lớp Delta), Viện thiết kế Rubin được nhận Giải thưởng Lenin lần lượt vào các năm 1970 và 1974. Họ lớp tàu ngầm dựa trên thiết kế của lớp Yakee bao gồm: Đề án 667A Yankee, Đề án 667B Delta I, Đề án 667BD Delta II, Đề án 667BDR Delta III và Đề án 667BDRM Delta IV.
TsKB-18 đã được đổi tên thành Rubin từ năm 1966. Lớp tàu ngầm Oscar được phát triển từ năm 1971, tiếp theo là lớp tàu ngầm Typhoon được phát triển từ năm 1976. Năm 1974, Igor Spassky thay thế Pustyntsev, trở thành giám đốc của Viện thiết kế Rubin và giữ vị trí này đến những năm 2000s.

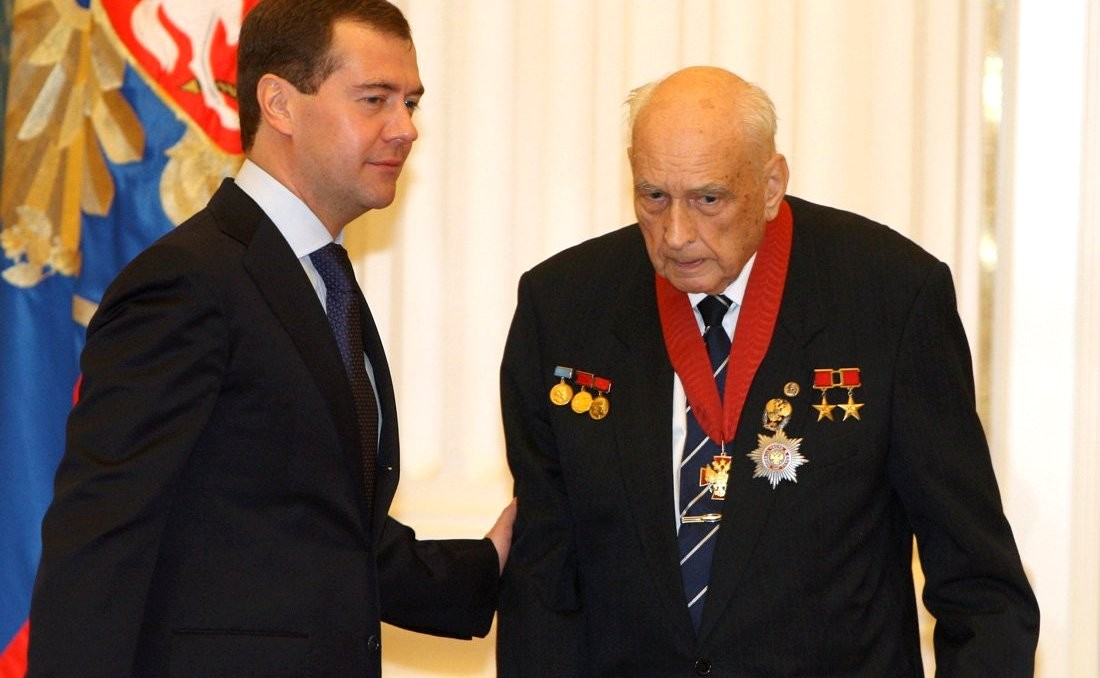
Sergey Kovalev, giám đốc Viện thiết kế Rubin.

## Hiện nay

### Kinh tế thị trường
Sau khi diễn ra Perestroika, kể từ năm 1996, Viện thiết kế Rubin tiếp tục sản xuất tàu ngầm hạt nhân với các dự án như chế tạo tàu ngầm mang tên lửa đạn đạo thế hệ thứ tư thuộc lớp Borey, còn được gọi là lớp Dolgorukiy. Rubin cũng cùng với các công ty nước ngoài tham gia chế tạo các giàn khoan dầu mà hiện tại đang được sử dụng trong các khu vực khoan dầu ở quanh đảo Sakhalin và trong vùng biển tiếp giáp với Hàn Quốc.
Viện cũng là thành viên trong một dự án phát triển đa quốc gia mang tên Sea Launch, phát triển công nghệ phóng tàu vũ trụ từ xà lan trên biển. Trong đó, viện Rubin cung cấp các cấu kiện hàng hải. Sea Launch sử dụng các cấu kiện dàn khoan nổi đặc biệt, được đặt ở xích đạo trên biển Thái Bình Dương, làm bệ phóng. Năm 1999, ngay sau khi công ty được thành lập, tập đoàn Sea Launch tuyên bố rằng chi phí vận hành liên quan đến việc phóng tàu vũ trụ của họ sẽ thấp hơn mức tương đương trên đất liền một phần do giảm số lượng nhân viên. Bệ phóng và tàu chỉ huy có thủy thủ đoàn là 310 người.

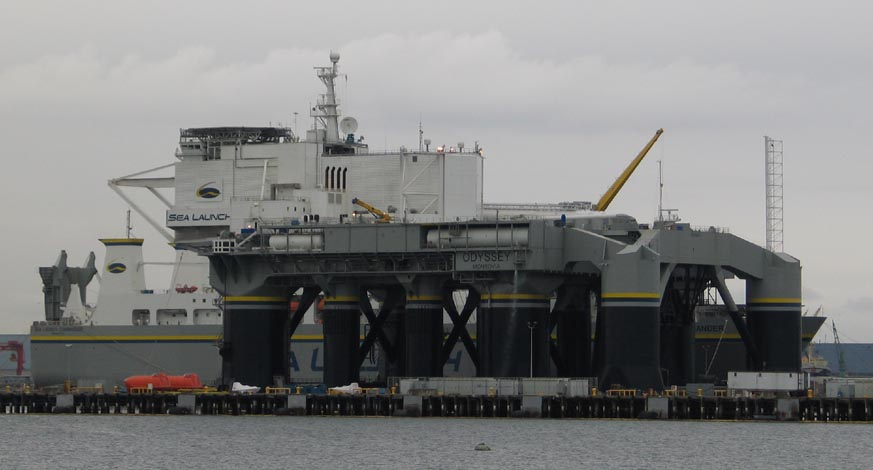
Bệ phóng trên biển Ocean Odyssey của tập đoàn Sea Launch khi nó ở trong cảng nhà tại Long Beach, California

Rubin cũng phát triển những dự án như Tàu ngầm chở hàng, mà có thể hoạt động trong cả năm ở biển Bắc Băng Dương và dự án Trạm trung chuyển khí đốt chạy bằng năng lượng hạt nhân dưới nước để có thể vận chuyển khí ga tự nhiên trong các đường ống xuyên đại dương.
Một dự án quan trọng khác mới được thông báo gần đây bao gồm tàu hỏa cao tốc, chiếc ES-250 Sokol , dự định sử dụng trên tuyến đường sắt Moscow-St. Peterburg, và thiết kế một loại xe bus điện có sản thấp .
Viện Rubin tham gia phát triển tàu ngầm S1000 cùng với công ty đóng tàu Fincantieri của Ý, trang bị động cơ đẩy không phụ thuộc vào không khí (AIP). S1000 sử dụng pin nhiên liệu mới, được Italia phát triển. Tàu ngầm dài 56,2 m, độ giãn nước 1000 tấn. Mô hình của con tàu đã được giới thiệu tại triển lãm Euronaval năm 2006. 

## Link ngoài
- Rubin's website - bản tiếng Anh
- Five colors of Time - của Igor Spassky bản tiếng Anh

Bản mẫu:United Shipbuilding Corporation Bản mẫu:Saint Peterburg Navy structures